# Emil Herkenrath
Paul Emil Herkenrath (* 23. November 1878 in Berlin; † 1945) war ein deutscher Altphilologe, mittellateinischer Philologe und Gymnasiallehrer.

## Leben
Emil Herkenrath, Sohn des Fabrikbesitzers Hermann Herkenrath, legte 1897 das Abitur am Gymnasium Adolfinum in Moers ab. Er studierte Klassische Philologie und Archäologie an der Universität Berlin und wurde 1902 mit einer Arbeit zum Fries des Artemistempels von Magnesia am Mäander promoviert. Danach nahm er unter Theodor Wiegand an den Ausgrabungen in Milet teil.
1907 legte er das Staatsexamen ab und leistete sein Probejahr am Gymnasium in Colmar ab. Der Philologisch-Historische Verein Straßburg im Naumburger Kartellverband ernannte ihn zum Ehrenmitglied. Von 1908 bis 1943 war er als Studienrat für Latein und Geschichte am Gymnasium in Essen tätig und lebte in Essen-Heisingen. Wissenschaftlich war er vor allem auf dem Gebiet der Mittellateinischen Philologie tätig. Herkenrath starb gegen Kriegsende bei einem Bombenangriff.

## Veröffentlichungen
- Der Fries des Artemisions von Magnesia a. M. Berlin 1902.
- Der Enoplios. Ein Beitrag zur griechischen Metrik. Teubner, Leipzig 1906 (Volltext).
- Der figürliche Schmuck. In: Das Nymphaeum. (= Milet. Ergebnisse der Ausgrabungen und Untersuchungen seit dem Jahre 1899. Bd. 1, 5). de Gruyter, Berlin 1919, S. 55–72 (Volltext).
- Scholaren. Das Treiben mittelalterlicher Schüler, Studenten, Vaganten in ihrer Dichtung. Quelle & Meyer, Leipzig 1927.
- Mittelalterliches Leben nach Caesarius von Heisterbach. Quelle & Meyer, Leipzig 1928.
- Mykenische Kultszenen. In: American Journal of Archaeology 41, 1937, S. 411–423.